# リアル・ラヴ (メアリー・J. ブライジの曲)
「リアル・ラヴ」（Real Love）はメアリー・J. ブライジのシングル。デビュー・アルバム『ホワッツ・ザ・411?』(What's the 411?)からの2枚目のシングルとして1992年8月に発売され、全米シングルチャート7位、R&Bチャート1位を獲得したヒット・シングルで、メアリーの代表曲であると共に、「ヒップホップ・ソウル」というジャンルを生んだ元祖的なクラシック曲でもある。楽曲製作とプロデュースは、マーク・コリー・ルーニーとマーク・モラレスが担当している。
楽曲構成は、オーディオ・トゥーの2人（DJギズモ、ミルク・ディー）とダディ・Oが制作した1987年のヒップ・ホップ・クラシック「トップ・ビリン」(Top Billin') をサンプリングしビートを強調した作りになっている。
『ローリング・ストーン』誌が選ぶ最も偉大な500曲において、327位にランクされている。

## リミックス・バージョン
再プロデュースともいえる「リアル・ラヴ」のリミックスは、ショーン・パフィ・コムズのプロデュースにより、「トップ・ビリン」(Top Billin') の制作者だったダディ・Oもミキサーとしてプロデュース参加し、ラッパーにはノトーリアス・B.I.G.を迎えて作られた。この時B.I.G.はまたデビュー前であり、この楽曲への客演はB.I.G.にとって初めてのラッパーとしての仕事となった。彼はBig E. Smalls（ビギー・スモールズ）としてこのリミックスに参加している。このリミックス・バージョンでは、新たにベティ・ライトの1971年のシングル「クリーン・アップ・ウーマン」や、ラファイエット・アフロ・ロック・バンドの1973年の曲「Hihache」(Hihache)、EPMDの1989年の曲「ソー・ワッチャ・セイン」(So Wat Cha Sayin')、スクーリー・ディーの1985年の曲「P.S.K. ホワット・ダズ・イット・ミーン?」(P.S.K. What Does It Mean?)などがサンプリングされている。

## チャート成績
この楽曲はメアリーにとってポップス楽曲としては初めて総合チャートトップ10入りしたヒット楽曲でもある。アメリカ合衆国の総合シングルチャートBillboard Hot 100では最高位7位を記録した。また同R&Bチャートでも、前シングル「ユー・リマインド・ミー」(You Remind Me)に続いて2曲目の1位を記録している。全英シングルチャートでは1992年の初発売時は68位に終わったが、1993年の再リリースで26位まで上昇した。

## 収録曲
1. Album Version
2. Hip Hop Mix feat.ノトーリアス・B.I.G.
3. Acappella Version
4. Hip-Hop Club Mix
5. Instrumental

## 受賞・ノミネート
- 1993年ソウル・トレイン・ミュージック・アワード (1993 Soul Train Music Awards)
  - 最優秀R&B/ソウル・シングル賞-女性部門  (Best R&B/Soul Single – Female)ノミネート

- 1993年MTV ビデオ・ミュージック・アワード (1993 MTV Video Music Awards)
  - 最優秀R&Bビデオ賞 (Best R&B Video)ノミネート
  - 最優秀振付け賞 (Best Choreography)ノミネート

## カバー、他の楽曲へのサンプリング
「リアル・ラヴ」は、マイク・ドーティーが2000年に発表したアルバム『スキティッシュ』(Skittish) のなかで、またトビー・ライトマンは2004年に発表したアルバム『リトル・シングス』(Little Things) のなかでカバーした。ダンスホール・レゲエミュージシャンのFionaもカバーしている。
2008年には、DJ MAKIDAIがアルバム『Treasure MIX』のなかでゲストボーカルにDOUBLEを迎えてカバーした。
2007年には、ラッパーのイヴがアルバム『Here I Am』の収録曲でサンプリングした。サンプリングされた楽曲には、メアリー自身も客演参加している。